# Casper Højer Nielsen
Casper Højer Nielsen (Copenaghen, 20 novembre 1994) è un calciatore danese, difensore del Çaykur Rizespor.

## Palmarès

### Club

#### Competizioni nazionali
- 1. Division: 1

Lyngby: 2015-2016
- Campionato ceco: 1

Sparta Praga: 2022-2023